# Makoto Takimoto
Makoto Takimoto, född den 8 december 1974 i Iwai, Japan, är en japansk judoutövare.
Han tog OS-guld i herrarnas halv mellanvikt i samband med de olympiska judotävlingarna 2000 i Sydney.